# Levang
Levang est une localité du comté de Nordland, en Norvège.

## Géographie
Administrativement, Levang fait partie de la kommune de Leirfjord.